# Ветренско језеро
Ветренско језеро или Звоначко језеро једна је од водених површина и у сливу реке Нишаве, уринског типа, настало након обрушавања брда Сурланица и стварањем природне бране у долини Ветренске реке. Административно језеро се налази у општини Бабушница.

## Положај и пространство
Ветренско језеро се налази у долини Ветренске реке, десне притоке Звоначке реке, у непосредној близини села Звонца, између:
- Асеновог Калеа (1033 м.н.в) на североистоку,
- Остре главе (932 м.н.в) на северозападу и
- Милошевог рида (978 м.н.в) на југу.[1]

## Географске одлике
Језеро је урниског типа. Образовано је 1972. године када се брдо Сурланица сурвало у долину Ветренске реке и образовало природну брану.
Језеро је вретенастог облика, дужине око 180 м и максималне ширине око 50 м. Маја 2010. године из језера је истицало око 15 литара воде у секунди.